# Суродеевка
Суродеевка — деревня в Ардатовском районе Мордовии. Входит в состав Каласевского сельского поселения.

## История
Впервые упоминается в документах 1671 года. Названа-антропоним. В «Списке населённых мест Симбирской губернии» (1863 г.) Суродеевка значится деревней удельной из 58 дворов Ардатовского уезда.

## Население
| 2002 | 2010 |
| ---- | ---- |
| 232  | ↘168 |